# Проектирование
Проекти́рование — процесс определения архитектуры, компонентов, интерфейсов и других характеристик системы или её части (ISO 24765). Результатом проектирования является прое́кт — целостная совокупность моделей, свойств или характеристик, описанных в форме, пригодной для реализации системы.:272 В рамках технического регулирования проектирование рассматривается как связанный с продукцией процесс. При этом продукция рассматривается как вещь ещё не существующая физически, но существующая в юридическом смысле.
Проектирование, наряду с анализом требований, является частью большой стадии жизненного цикла системы, называемой определением системы (англ. system definition). Результаты этой стадии являются входной информацией для стадии реализации (воплощения) системы (англ. system realization).:268
Проектирование системы направлено на представление системы, соответствующее предусмотренной цели, принципам и замыслам; оно включает оценку и принятие решений по выбору таких компонентов системы, которые отвечают её архитектуре и укладываются в предписанные ограничения.:272
В настоящее время существует сильная тенденция рассматривать архитектурное и детальное проектирование как различные виды деятельности; делаются попытки определить их как отдельные практики, однако эти виды проектирования в значительной мере «переплетены». Архитектурные решения в сравнении с «обычными» проектными решениями рассматриваются как более абстрактные, концептуальные и глобальные; они нацелены на успех всей миссии и на наиболее высокоуровневые структуры системы.:272 Детальное проектирование, в свою очередь, определяется как процесс детализации и расширения предварительного проекта (архитектуры) до такой степени, при которой проект полностью готов к реализации.

## История
В античные времена проектирование рассматривалось как «наука архитектора». Деятельность архитектора была связана не только с возведением зданий, но и с созданием строительных и военных машин. Описание системы знаний и принципов организации этой науки представлено в труде римского архитектора и механика Витрувия, жившего 2 тысячи лет назад в эпоху Цезаря и Августа.

### Проектирование в СССР
В ранний период истории СССР проектирование являлось одним из наиболее «узких мест» строительства. Существовало индивидуальное кустарное проектирование.
Проектные конторы разделялись на республиканские и местные. Республиканскими конторами, проектирующими гражданское строительство, являлись Гипрогор и Коммунстрой, деятельность которых координировалась с проектными конторами областного значения — в частности по Москве — МосПроект, МособлжилСоюз, по Ленинграду — Жилгражданстрой и т. д.

## Понятие конструирования

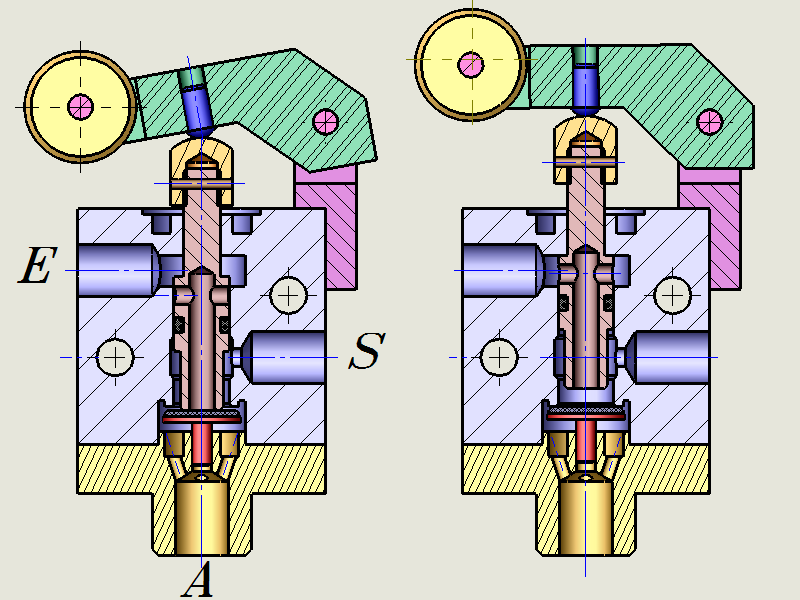
Конструирование при помощи CAD-программ

Внутри процесса проектирования, наряду с расчётными этапами и экспериментальными исследованиями, часто выделяют процесс конструирования.
Конструирование — деятельность по созданию материального образа разрабатываемого объекта, ему свойственна работа с натурными моделями и их графическими изображениями (чертежи, эскизы, компьютерные модели). Эти модели и изображения, а также некоторые виды изделий называют конструкциями. Например, конструирование форм одежды, конструирование интерьеров, разработка конструкции машины, конструктивные и объёмно-планировочные решения объекта капитального строительства, металлоконструкция, строительные конструкции.
Слово «конструкция» часто употребляется в значении «структура», «устройство», например, конструкция предложения в лингвистике или организация эстетического материала в искусстве.
Конструирование может осуществляться:
- вручную при помощи чертёжных инструментов, например, кульмана (чертёжного стола);
- автоматизированно — при помощи систем автоматизации проектных работ (САПР);
- автоматически (без участия человека) при помощи Интеллектуальной информационной системы.

## Виды проектирования

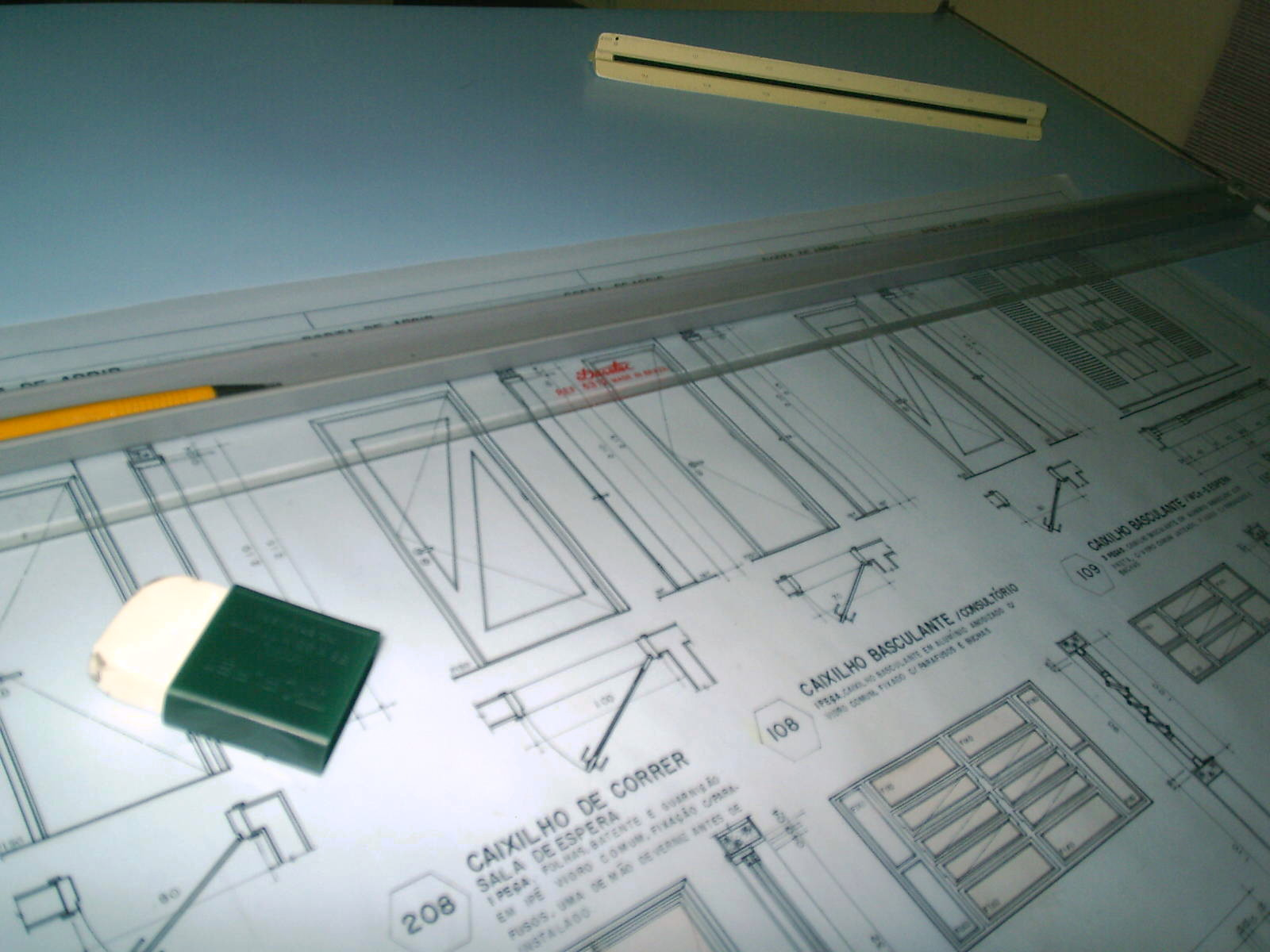
Чертёж дверных конструкций

### По отраслям деятельности
Можно привести следующие примеры видов проектирования по отраслям деятельности:
- проектирование инженерных систем (вентиляции, газопроводов, электросетей и др. инфраструктуры);
- архитектурно-строительное проектирование;
- градостроительное проектирование;
- проектирование интерьера;
- ландшафтное проектирование;
- проектирование программного обеспечения;
- и т. д.

### По подходу к проектированию

#### Функциональное проектирование
Любой инженерный объект служит для осуществления одной или нескольких функций в использующих его системах, то есть функция — первична, объект — вторичен. Так, основной функцией автомобиля является перевозка грузов и людей, основной функцией ручки — оставить чернильный след на поверхности (бумаге и т.п.), книги — выступать носителем письменной информации и т. д.
Функциональное проектирование представляет наиболее общий подход к описанию систем. Определяются граничные условия и желательные входы и выходы, составляется подробный перечень функций или операций, которые должны выполняться. При функциональном проектировании осуществляется синтез структуры и определяются основные параметры объекта и его составных частей (элементов), оцениваются   показатели  эффективности и качества процессов функционирования. Результатом проектирования, как правило, являются принципиальные, функциональные, кинематические, алгоритмические схемы и сопровождающие их документы.

#### Оптимальное проектирование
Процесс проектирования всегда подчинён необходимости учёта интересов всех ключевых стейкхолдеров (заинтересованных сторон): заказчиков, разработчиков, производителей, продавцов, потребителей, утилизаторов и т. д. Каждый из стейкхолдеров стремится к удовлетворению своих потребностей, часть из которых может вступать в конфликт. Например, автомобиль с точки зрения интересов различных причастных сторон должен одновременно обладать высокой скоростью и мощностью двигателя, низкой стоимостью, комфортабельностью, экологичностью, быть технологичным в производстве, удобным в обслуживании, лёгким в утилизации и т. д.
Кроме того, вариантов решения практической задачи всегда несколько, и перед разработчиком встаёт проблема аргументированного выбора окончательного варианта.
Проектирование, целью которого является не только поиск функционально эффективных решений, но и удовлетворение разных, порой противоречивых потребностей, обоснованный выбор окончательного варианта, стали называть оптимальным проектированием (критериальным проектированием, вариантным проектированием). Активно оно начало применяться со второй половины XX века благодаря достижениям теории принятия решений и теории исследования операций и широкому распространению вычислительной техники, позволившим разработать соответствующие методы, в обозримые сроки просчитывать многочисленные варианты и решать сложные математические задачи.
Большое значение в оптимальном проектировании отводится подготовке на этапе технического задания полного перечня требований к разрабатываемому объекту, выделению среди них показателей качества и преобразованию наиболее важных из них в критерии оптимизации.

#### Системное проектирование

Основные части проектирования

К концу XX века не только существенно возросла сложность проектируемых объектов, но и их воздействие на общество и окружающую среду, тяжесть последствий аварий из-за ошибок разработки и эксплуатации, высокие требования к качеству и цене, сокращению сроков выпуска новой продукции. Необходимость учёта этих обстоятельств заставляла вносить изменения в традиционный характер и методологию проектной деятельности.
При создании объектов их уже необходимо было рассматривать в виде систем, то есть комплекса взаимосвязанных внутренних элементов с определённой структурой, широким набором свойств и разнообразными внутренними и внешними связями. Сформировалась новая проектная идеология, получившая название системного проектирования.
Системное проектирование комплексно решает поставленные задачи, принимает во внимание взаимодействие и взаимосвязь отдельных объектов-систем и их частей как между собой, так и с внешней средой, учитывает социально-экономические и экологические последствия их функционирования. Системное проектирование основывается на тщательном совместном рассмотрении объекта проектирования и процесса проектирования, которые в свою очередь включают ещё ряд важных частей.

##### Принципы системного проектирования
Системное проектирование должно базироваться на системном подходе. На сегодняшний день нельзя утверждать, что известен его полный состав и содержание применительно к проектной деятельности, однако можно сформулировать наиболее важные из них:
- Практическая полезность:
  - деятельность должна быть целенаправленной, устремлённой на удовлетворение действительных потребностей реального потребителя или определённой социальной, возрастной или иной групп людей;
  - деятельность должна быть целесообразной. Важно вскрыть причины, препятствующие использованию существующих объектов для удовлетворения новых потребностей, выявить вызывающие их ключевые противоречия и сконцентрировать усилия на решении главных задач;
  - деятельность должна быть обоснованной и эффективной. Разумным будет использование не любого решения задачи, а поиск оптимального варианта;
- Единство составных частей:
  - целесообразно любой объект, сложный ли он или простой, рассматривать как систему, внутри которой можно выделить логически связанные более простые части — подсистемы, единство частных свойств которых и образует качественно новые свойства объекта-системы;
  - разрабатываемые объекты предназначены для людей, ими создаются и эксплуатируются. Поэтому человек также обязан рассматриваться в качестве одной из взаимодействующих систем. При этом должно приниматься во внимание не только физическое взаимодействие, но и духовно-эстетическое воздействие;
  - внешняя, или как её ещё называют —  жизненная среда, также должна рассматриваться в качестве системы, взаимосвязанной с проектируемым объектом;
- Изменяемость во времени:
  - учёт этапов жизненного цикла объекта;
  - учёт истории и перспектив развития и применения разрабатываемого объекта, а также областей науки и техники, на достижениях которых базируются соответствующие разработки.

#### Нисходящее и восходящее проектирование
Ведение разработки объекта последовательно от общих черт к детальным называется нисходящим проектированием. Его результатом будут требования к отдельным частям и узлам. Возможен ход разработки от частного к общему, что образует процесс восходящего проектирования. Такое проектирование встречается, если одна или несколько частей уже являются готовыми (покупными или уже разработанными) изделиями.
Нисходящее и восходящее проектирование обладают своими достоинствами и недостатками. Так, при нисходящем проектировании возможно появление требований, впоследствии оказывающихся нереализуемыми по технологическим, экологическим или иным соображениям. При восходящем проектировании возможно получение объекта, не соответствующего заданным требованиям. В реальной жизни, вследствие итерационного характера проектирования, оба его вида взаимосвязаны.
Например, разрабатывая при нисходящем проектировании автомобиль (от общей схемы к его частям, например, — к мотору), необходимо увязать общую компоновку с размерами и мощностью уже выпускаемых двигателей. В противном случае придётся разрабатывать применительно к данной компоновке новый двигатель, либо изменять первоначальные варианты его расположения или схему компоновки всего автомобиля.

## Структура проектирования
Проектирование, как осознанная целенаправленная деятельность, обладает определённой структурой, то есть последовательностью и составом стадий и этапов разработки проекта, совокупностью процедур и привлекаемых технических средств, взаимодействием участников процесса.
В настоящее время существуют два представления структуры проектирования, подобные по форме, но различные по целям и подходам к деятельности: структура в виде стадий разработки проектной документации (стадий проектирования) и структура процесса проектирования.

### Стадии проектирования

Стадии разработки проектной документации

Стадии проектирования регламентированы стандартами ГОСТ 2.103—2013 и ГОСТ Р 15.301—2016. Последовательность выполнения всех стадий образует официальную структуру процесса разработки проектной документации, которая, как правило, используется при официальных взаимоотношениях между заказчиком и исполнителем или между соисполнителями работ. Сама документация необходима для отчёта перед заказчиком о проделанной работе, возможности проверки или повторения разработок другими исполнителями, подготовки производства и обслуживания изделия в период эксплуатации.
Стадии создания других систем регламентируются своими стандартами, например, для автоматизированных систем — ГОСТ 34.601—90.
Структура устанавливает стадии разработки конструкторской документации на изделия всех отраслей промышленности и этапы выполнения работ внутри каждой стадии, то есть состав документации и виды работ, что помогает ответить на вопрос «Что нужно делать?» в процессе проектирования. Основные стадии структуры включают:
- Эскизное проектирование состоит в создании эскизного проекта, состоящего из совокупности документов, содержащих принципиальные решения и дающих общее представление об устройстве и принципе работы разрабатываемого объекта, а также данные, определяющие его назначение, основные параметры и габаритные размеры. В случае большой сложности объекта этому этапу может предшествовать аван-проект (предпроектное исследование), обычно содержащий теоретические исследования, предназначенные для обоснования принципиальной возможности и целесообразности создания данного объекта. При необходимости проводят изготовление и испытание макетов разрабатываемого объекта.
- Техническое проектирование состоит в создании технического проекта, образуемого совокупностью документов, которые должны содержать окончательные технические решения, дающие полное представление об устройстве проектируемого объекта, исходные данные для разработки рабочей документации.
- На стадии рабочего проектирования (рабочего проекта) сначала разрабатывают подробную конструкторскую документацию для изготовления опытного образца и последующего его испытания. Испытания проводят в ряд этапов (от заводских до приёмо-сдаточных), по результатам которых корректируют проектные документы. Далее разрабатывают рабочую документацию для изготовления установочной серии, её испытания, оснащения производственного процесса основных составных частей изделия. По результатам этого этапа снова корректируют проектные документы и разрабатывают рабочую документацию для изготовления и испытания головной (контрольной) серии. На основе документов окончательно отработанных и проверенных в производстве изделий, изготовленных по зафиксированному и полностью оснащённому технологическому процессу, разрабатывают завершающую рабочую документацию установившегося производства.
- Завершает цикл работ этап, подводящий итог проектной деятельности, сертификация. Её назначение — определение уровня качества созданного изделия и подтверждение его соответствия требованиям тех стран, где предполагается его последующая реализация. Необходимость выделения этого этапа в виде самостоятельного вызвана тем, что в настоящее время экспорт продукции или её реализация внутри страны во многих случаях недопустимы без наличия у неё сертификата качества. Сертификация может быть обязательной или добровольной. Обязательной сертификации подлежат товары, на которые законами или стандартами установлены требования, обеспечивающие безопасность жизни и здоровья потребителей, охрану окружающей среды, предотвращение причинения вреда имуществу потребителя. Добровольная сертификация проводится по инициативе предприятий. Обычно это делается с целью официального подтверждения характеристик продукции, изготавливаемой предприятием, и, как следствие, повышения доверия к ней у потребителей.

В процессе разработки проектной документации в зависимости от сложности решаемой задачи допускается объединять между собой ряд этапов. Этапы постановки ТЗ и технического проектирования могут входить в цикл научно-исследовательских работ (НИР), а этапы технического предложения и эскизного проектирования — образовывать цикл опытно-конструкторских работ (ОКР).

### Структура процесса проектирования

Процесс решения задачи проектирования

Проектирование — целенаправленная деятельность, которая обладает последовательностью процедур, ведущих к достижению эффективных решений. Соответственно, должна быть структура процесса решения задачи проектирования, которая помогает ответить на вопрос «Как это делать?». В настоящее время предложен ряд структур и алгоритмов проектирования, совпадающих в основных чертах и различающихся только в содержании или названии отдельных этапов.
Решение любой задачи начинается с её осмысления и уточнения исходных данных. Те (технические) требования (ТТ), которые выдаются заказчиком, формулируются на языке потребителя-неспециалиста и не всегда бывают технически чёткими и исчерпывающими. Перевести требования на язык предметной области, сформулировать задачу максимально полно и грамотно, обосновать необходимость её решения, то есть сформулировать техническое задание (ТЗ), — первый и обязательный этап работы. Исполнитель выполняет его в тесном контакте с заказчиком.
В машиностроении этот этап иногда называют внешним проектированием. Этим подчёркивают, что разработка объекта уже начинается с постановки задачи (ТТ) и формирования ТЗ и активно ведётся совместно с заказчиком. Важным результатом этапа является согласование целей разработки и назначения проектируемого объекта (его функций), системы показателей качества.
Следующие этапы образуют внутреннее проектирование. Они нацелены на поиск решения задачи и выполняются разработчиком. Сюда входят этапы синтеза принципа действия, структуры и параметров проектируемого объекта:
- На этапе синтеза принципа действия отыскивают принципиальные положения, физические, социальные и т. п. эффекты, которые составят основу функционирования будущего изделия. Это могут быть основополагающие нормы, фундаментальные законы и правила, их частные случаи или следствия. Работа ведётся с принципиальными моделями и их графическим представлением — блок-схемами. Этому этапу соответствует заключительная стадия ТЗ и стадия технического предложения структуры проектирования по ГОСТ 2.103;
- На этапе структурного синтеза на основе выбранного принципа действия создаются варианты начального графического представления объекта — структуры, схемы, алгоритмы, упрощённые эскизы. В соответствии с ГОСТ 2.103 этот этап включает стадию эскизного проектирования;
- На этапе параметрического синтеза отыскиваются значения параметров объекта, находится численное, в том числе оптимальное, решение проектной задачи, создаётся подробная документация или описание объекта, чертежи изделия и его частей. Этот этап соответствует стадиям технического и рабочего проектирования.

Вследствие неполноты начальных знаний о задаче процесс проектирования итеративен, с каждым циклом итерации цели проектирования всё более уточняются, появляется необходимость в дополнительных функциях и, как следствие, — потребность в разработке дополнительных частей и узлов. Решение частных проектных задач, дополняющих основное решение, также проводится в соответствии с представленной последовательностью.
На каждом этапе внутреннего проектирования выполняются следующие процедуры:
- выбор модели (то есть основополагающего принципа, вида блок-схемы и расчётной схемы),
- выбор метода решения, в том числе метода оптимизации,
- решение,
- анализ полученных результатов и принятие решения.

Замечено, что эффективность проектируемого объекта определяется: в первую очередь — выбранным принципом действия, во вторую — предложенной структурой и в третью — соотношением параметров.

## Проекты повторного применения
Проект повторного применения — это документация на объект строительства, по которой получено положительное заключение государственной экспертизы, построен и введён в эксплуатацию объект. Использование проектов повторного применения в проектировании позволяет затраты на проектирование и экспертизу свести к минимуму. Также сокращается срок проектирования.

## Методы проектирования
- Эвристические методы
  - Метод итераций (последовательного приближения)
  - Метод декомпозиции
  - Структурно-функциональный подход, построение структуры системы на основе описания её функциональности, и представление её в структурном виде
  - Метод контрольных вопросов
  - Метод мозговой атаки (штурма)
  - Теория решения изобретательских задач (ТРИЗ)
  - Метод морфологического анализа
  - Функционально-стоимостной анализ
  - Методы конструирования
- Экспериментальные методы (Планирование эксперимента)
  - Машинный эксперимент
  - Мысленный эксперимент
- Формализованные методы
  - Методы поиска вариантов решений
  - Методы автоматизации процедур проектирования
  - Методы оптимального проектирования